# كهف علي صدر

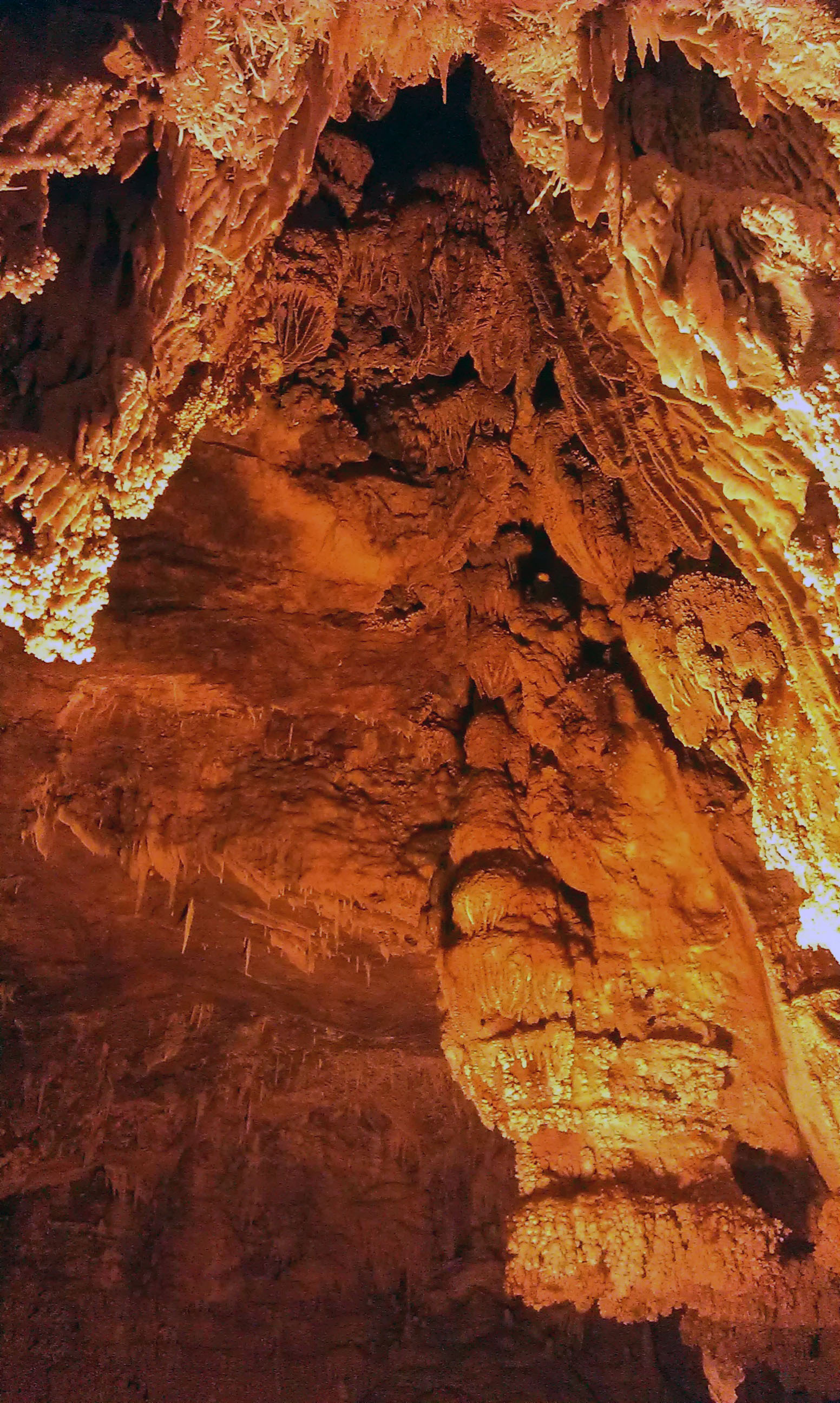
غار علي صدر

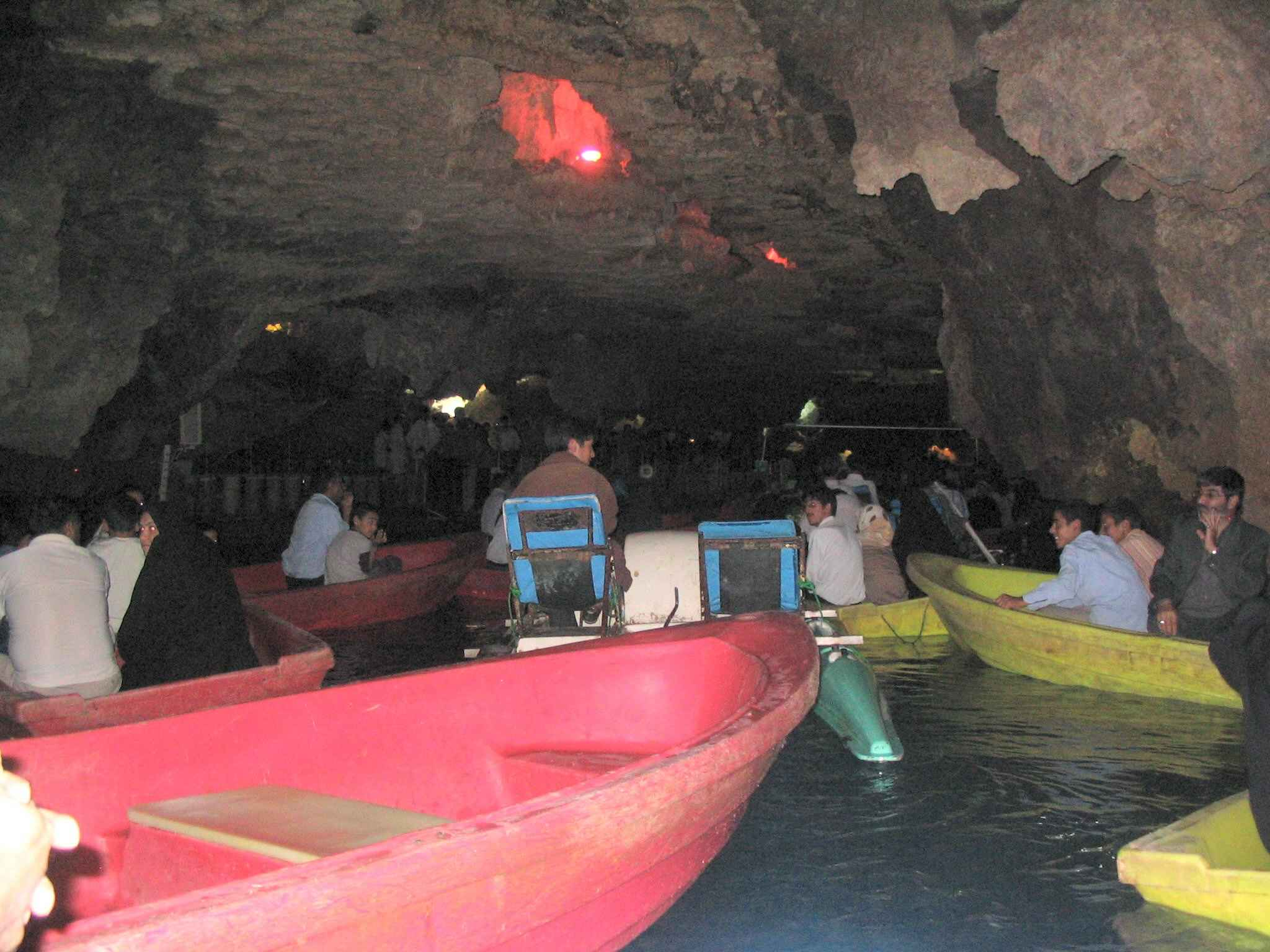
غار علي صدر أكبر كهف مائي في العالم

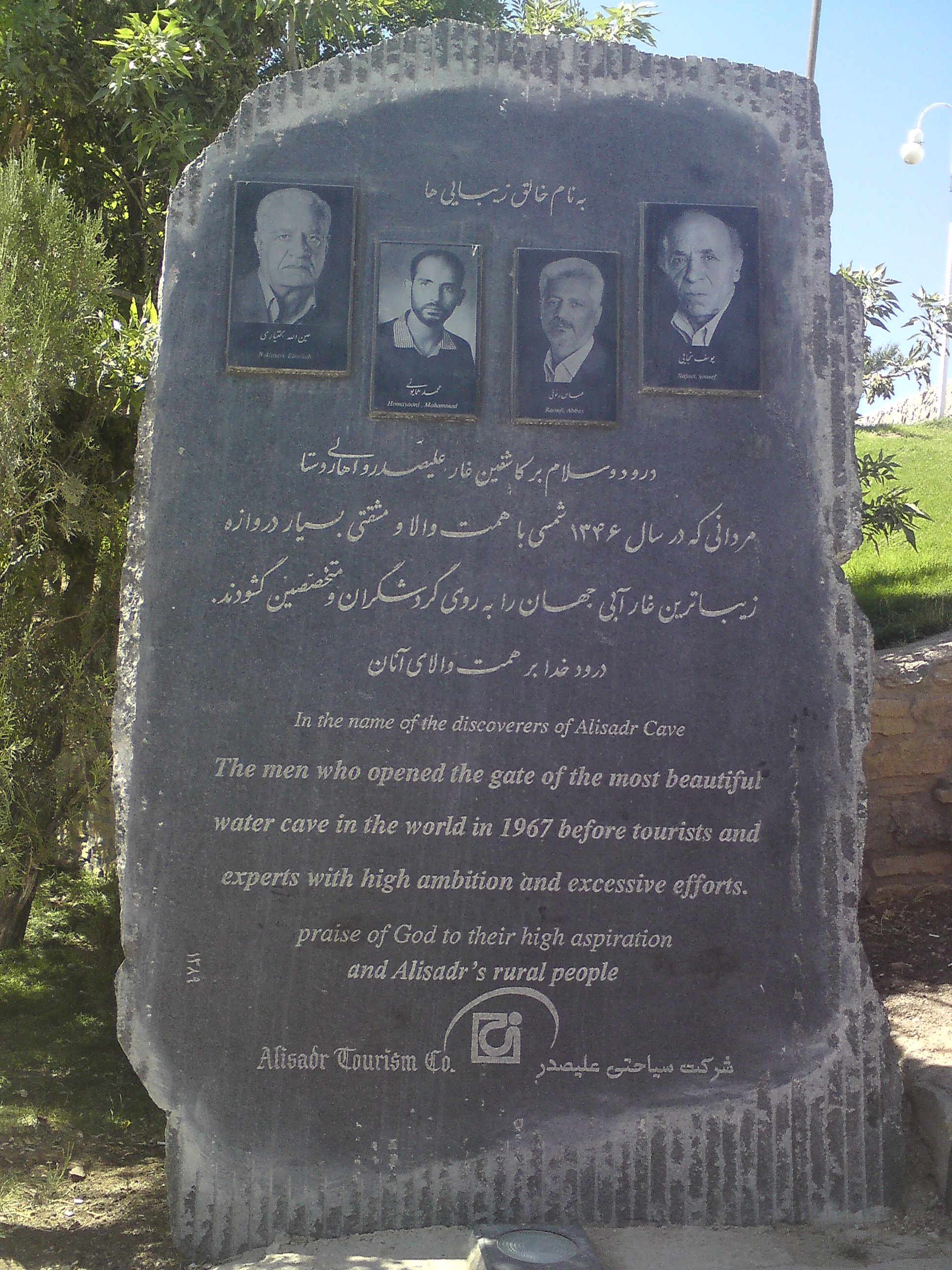
مستكشفو كهف علي صدر

يقع غار علي صدر في محافظة همدان الإيرانية وهو واحد من أطول المغارات المائية . وهو واقع على المرتفعات القريبة من قرية علي صدر التابعة لمحافظة همدان.

## وصلات خارجية
- غار علي الصدر
- منشورات سبيلاكلوب في برلين (SCB) نسخة محفوظة 11 فبراير 2013 at Archive.is
- Das إيران بروجيكت "غار علي صدر"
- قائمة الكهوف في إيران باللغة الفارسية
- Alisadr شركة السياحة. (الموقع الرسمي لكهف علي صدر)